# Suppentasse

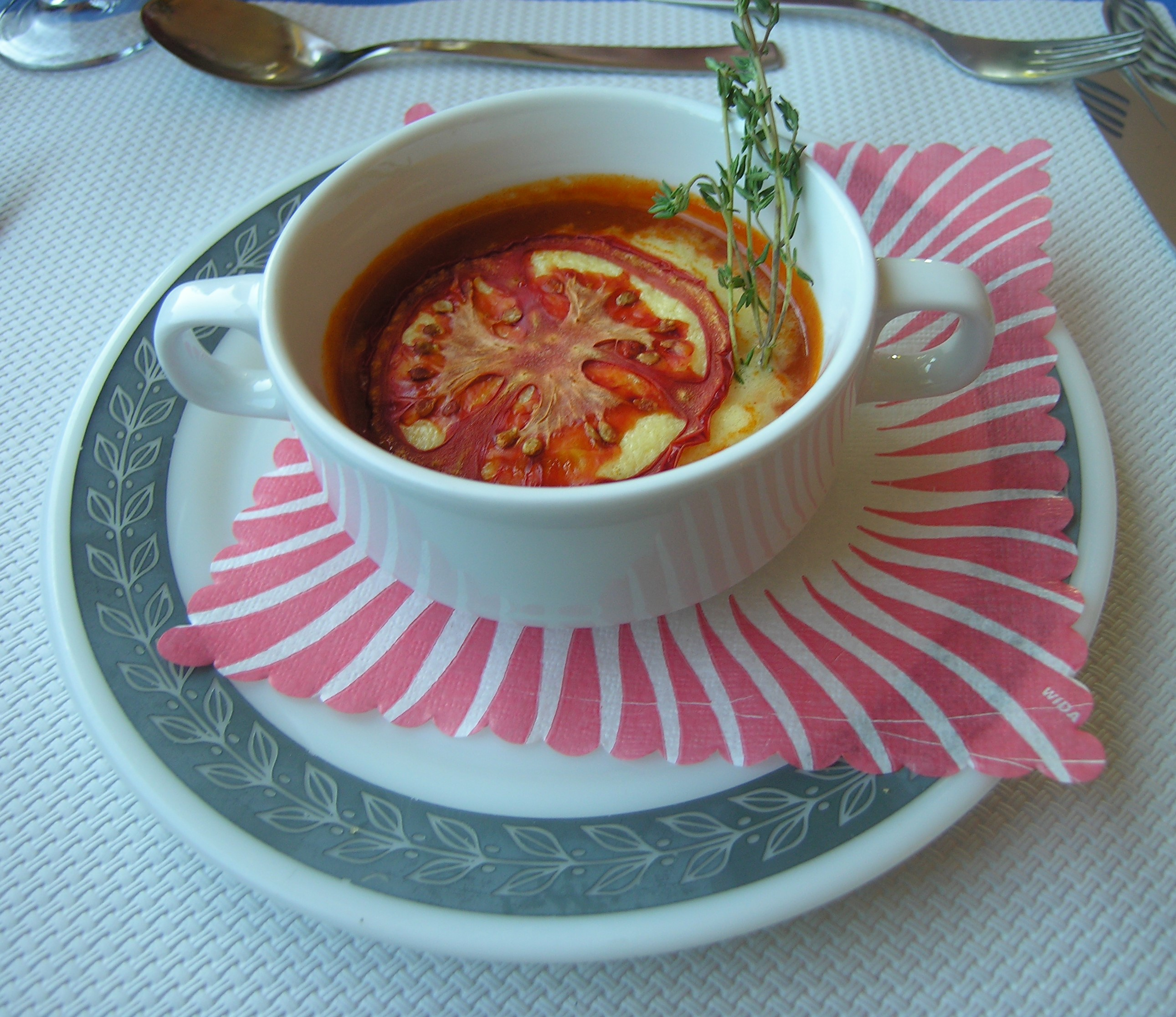
Suppe in einer Suppentasse

Eine Suppentasse ist eine kleine, gehenkelte Schale mit einem Fassungsvermögen von 0,2 l bis 0,3 l.
Sie wird aus Steingut, Keramik, Porzellan oder selten auch aus Edelstahl hergestellt und ist oft reich verziert oder schlicht Bestandteil von Tafelgeschirren zusätzlich oder als Alternative zum Suppenteller.
Sie ist zweiteilig und besteht aus Obertasse und Untertasse, wobei die Untertasse als Absetzer für die Obertasse und als Ablage für den Suppenlöffel dient. 
Die Suppenobertasse dient zum Verzehr hauptsächlich von legierten bzw. eingedickten Suppen und gebundenen Eintopfgerichten. Im Vergleich zum Teller bietet sie den Vorteil, ihren Inhalt länger warm zu halten. Auch kann der Inhalt mit dem Suppenlöffel wegen der größeren Gefäßtiefe etwas besser aufgenommen werden.
Eine Unterart ist die kleinere Consommé-Tasse, die nur einen Henkel hat.
Aus einer Suppentasse dürfen nach den Regeln der Etikette nur klare Suppen getrunken werden, aber bevor die Tasse an den Mund geführt wird, müssen alle festen Bestandteile herausgelöffelt werden.